# Viola tashiroi
Viola tashiroi är en violväxtart som beskrevs av Tomitaro Makino. Viola tashiroi ingår i släktet violer, och familjen violväxter. Inga underarter finns listade i Catalogue of Life.